# Bắc Ninh

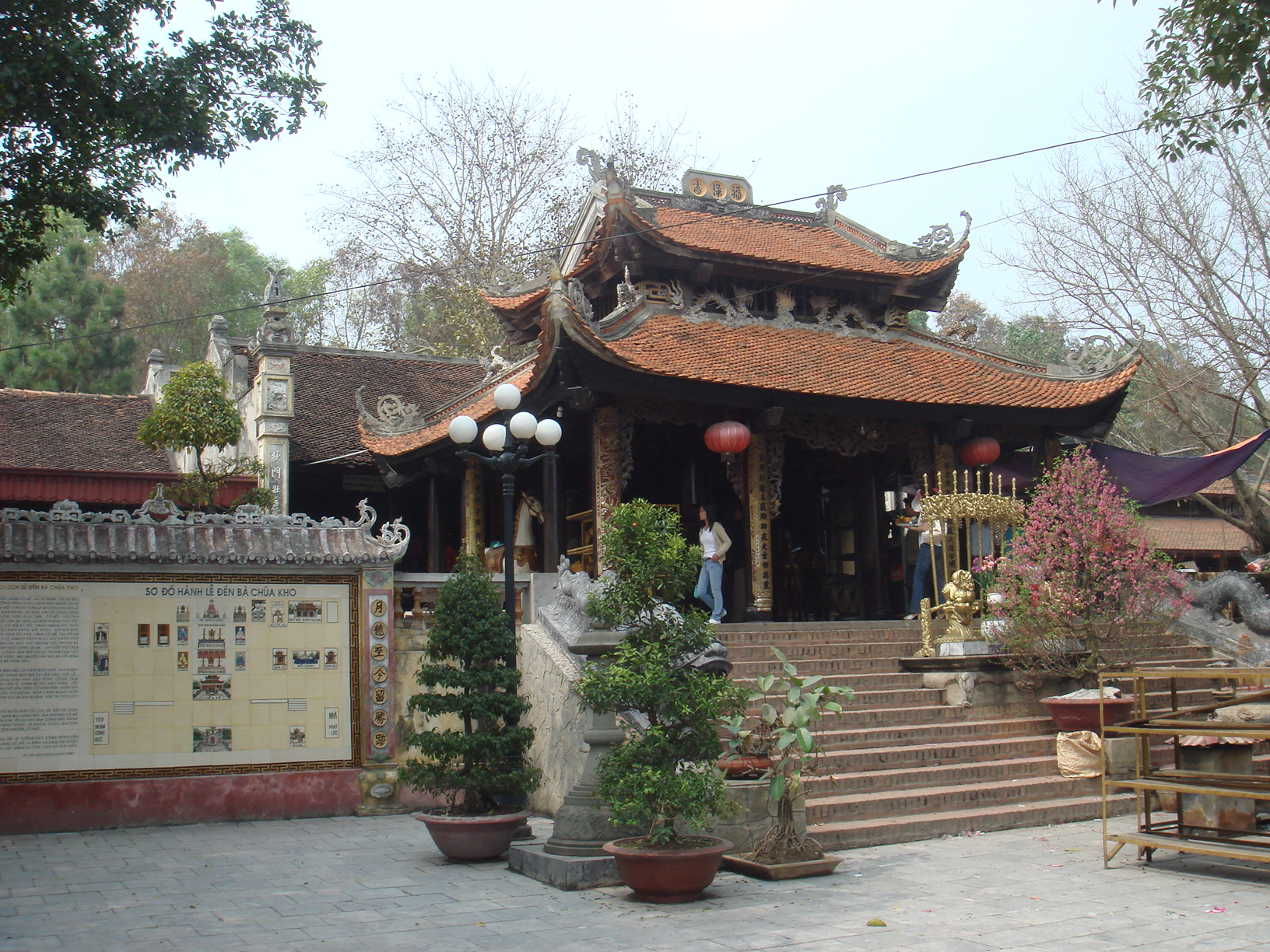
Tempel i Bắc Ninh.

Bac Ninh är huvudstad i provinsen Bắc Ninh i Vietnam. Folkmängden uppgick till 164 307 invånare vid folkräkningen 2009, varav 96 408 invånare bodde i själva centralorten.